# BritNed
BritNed ist ein Seekabel, das Großbritannien und die Niederlande verbindet. Aus technischen Gründen wird die Verbindung als Hochspannungs-Gleichstrom-Übertragung (HGÜ) betrieben. Die Stromrichterstationen befinden sich im Südosten Englands auf der Isle of Grain in Kent (Lage) sowie im zu Rotterdam gehörenden Maasvlakte (Lage).

Leitungsverlauf

## Bau und Inbetriebnahme

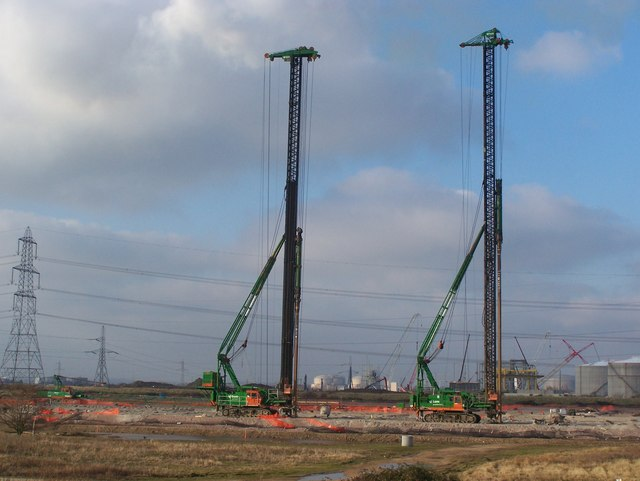
BritNed-Bauarbeiten auf der Isle of Grain 2008

Angekündigt wurde das Projekt 2007, die Bauarbeiten begannen im Herbst 2009 und wurden Ende 2010 abgeschlossen. Der kommerzielle Betrieb wurde im April 2011 aufgenommen. Die Baukosten betrugen ca. 600 Millionen Euro.
Die Stromrichterstationen wurden von Siemens errichtet, die Kabel stammen von ABB.

## Technische Beschreibung
Die Verbindung überbrückt eine Distanz von 260 km. Sie besteht aus zwei parallelen Seekabeln und kann eine Leistung von 1 GW übertragen. Die bipolare Spannung beträgt ±450 kV.
Der Betrieb mit Gleichstrom ist aus mehreren Gründen erforderlich: Erstens wären bei Wechselstrombetrieb die Leitungsverluste angesichts der Länge zu hoch, zweitens laufen die Verbundnetze Großbritanniens und des europäischen Festlandes nicht synchron.

## Betrieb

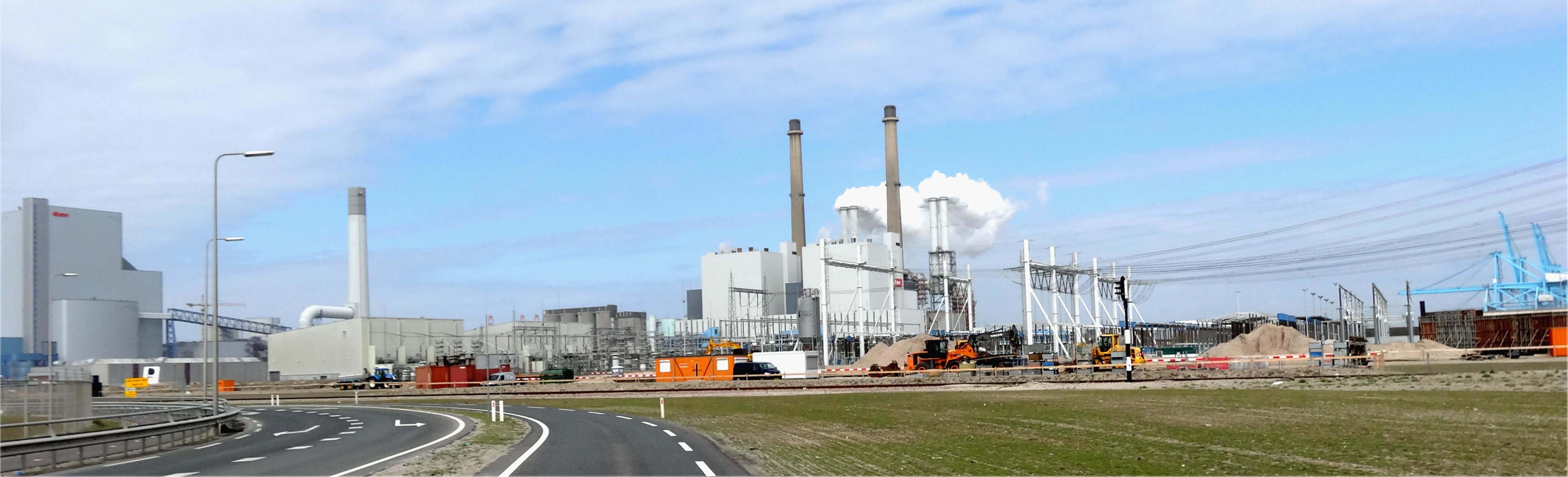
Linke Bildhälfte: BritNed-Konverter an der 380-kV-Schaltanlage beim Kraftwerk Maasvlakte 2013

Betrieben wird BritNed von den Übertragungsnetzbetreibern National Grid und Tennet.
Zweck der Anlage ist es, die europäischen Stromnetze untereinander besser zu verbinden. Dies wurde notwendig, da durch den fortschreitenden Wechsel auf Stromerzeugung in Windkraftanlagen und Photovoltaikanlagen die Versorgung zunehmend schwankungsanfällig wird. Die Kopplung von Stromnetzen ermöglicht dabei einen überregionalen Austausch elektrischer Leistung, wodurch die Unregelmäßigkeiten der Windstromeinspeisung verstetigt und damit z. T. kompensiert werden können.